# Georg Bätzing
Georg Bätzing (Kirchen, 13 april 1961) is een Duitse rooms-katholieke priester. Hij is sinds 2016 bisschop van Limburg.
Bätzing werd tot priester gewijd in het bisdom Trier. Hij werd er vicaris-generaal onder bisschop Reinhard Marx. In 2016 werd hij aangesteld als bisschop van Limburg als opvolger van Franz-Peter Tebartz-van Elst die in opspraak was gekomen wegens geldverkwisting. Vier jaar later werd Bätzing verkozen tot voorzitter van de Duitse bisschoppenconferentie. In deze hoedanigheid werd hij conferentievoorzitter en covoorzitter van de Synodale Weg.